# Lesná (berg)
Lesná är ett berg i Tjeckien. Det ligger i den östra delen av landet, 270 km sydost om huvudstaden Prag. Toppen på Lesná är 689 meter över havet.
Terrängen runt Lesná är huvudsakligen lite kuperad. Runt Lesná är det ganska tätbefolkat, med 134 invånare per kvadratkilometer. Närmaste större samhälle är Uherský Brod, 14,2 km norr om Lesná. I omgivningarna runt Lesná växer i huvudsak blandskog.